# Манафова, Ася Сардар гызы
Ася Сардар гызы Манафова (азерб. Manafova Asya Sərdar qızı; род. 3 января 1941, Гусар) — азербайджанский государственный деятель. Депутат парламента Азербайджана I, II созывов.

## Биография
Родилась 3 января 1941 года в г. Гусар. Окончила Азербайджанский государственный университет нефти и промышленности и Московскую академию общественных наук.
С 1990 по 1991 год являлась первым секретарём районного комитета Коммунистической партии Азербайджана Гусарского района.
В 1991 году являлась главой исполнительной власти Гусарского района.
Являлась депутатом Верховного Совета Азербайджана 12 созыва.
Являлась членом политического совета и правления партии «Новый Азербайджан».
12 ноября 1995 года избрана депутатом парламента Азербайджана I созыва. 5 ноября 2000 года избрана депутатом парламента Азербайджана II созыва.
Являлась председателем комиссии парламента по природным ресурсам, энергетике и экологии.
С 14 июня 1994 года являлась членом комиссии парламента по беженцам и связям с соотечественниками, проживающими за рубежом.
С 29 марта 1996 года являлась членом делегации парламента Азербайджана в Межпарламентском союзе.
С 7 марта 1997 года являлась членом вновь созданной межпарламентской рабочей группы Азербайджан — Египет. С 5 декабря 2000 года являлась руководителем вновь созданной межпарламентской рабочей группы Азербайджан — Норвегия.
Являлась членом комиссии парламента по принятию Конституции Азербайджана.
В сентябре 2003 года участвовала во II съезде женщин Азербайджана.
Являлась членом Организации женщин - членов парламента мусульманских стран и международной экологической организации «Глома».
В 2010 году являлась советником посольства Азербайджана в Белоруссии.
Владеет турецким, лезгинским, русским языками.

## Награды
- Почётный диплом Азербайджанской ССР (3 января 1991, за активную деятельность в партийных и советских органах)[3]